# Ляховичский район
Ля́ховичский райо́н (бел. Ля́хавіцкі раён) — административная единица на северо-востоке Брестской области Республики Беларусь. Административный центр — город Ляховичи.
Численность населения — 21 536 человек (на 1 января 2025 года).

## География
Территория 1350 км² (15-е место среди районов). Район граничит с Барановичским, Ивацевичским и Ганцевичским районами Брестской области, Клецким и Несвижским районами Минской области. Основные реки — Щара и её притоки Мышанка, Ляпнянка, Свидровка, Ведьма. Имеется много торфяных болот, болото Галь с торфоразработками.
Из полезных ископаемых встречаются гранит, торф, мел, глина, строительный песок, гравий, сапропели.
Расположено водохранилище Миничи.

## Геральдика
Герб зарегистрирован в Гербовом матрикуле Республики Беларусь 26 декабря 1994 года № 5. Герб и положение о нём были одобрены решением Ляховичского городского Совета депутатов от 26 декабря 1994 года № 56.

## История
После административной реформы 1566 года территория района входила в Новогрудский повет Новогрудского воеводства Великого княжества Литовского (с 1569 года — в Речи Посполитой). С 1793 года — в Российской империи (Слуцкий уезд Минской губернии). В 1919 году — в БССР, затем в Литовско-Белорусской ССР. По Рижскому миру 1921 года территория района вошла в состав Польши (Барановичский повет Новогрудского воеводства). С 1939 года — в СССР.
15 января 1940 года был образован Ляховичский район, входивший в состав Барановичской области. 8 января 1954 года область была упразднена, и район перешёл в состав Брестской области. 22 апреля 1957 года из Ганцевичского района в Ляховичский была передана территория Святицкого сельсовета. 4 октября 1957 года к району присоединены Гутский и Туховичский сельсоветы упразднённого Бытенского района. 
25 декабря 1962 года соседний Ганцевичский район был упразднён, и большая его часть вместе с Ганцевичами (за исключением Мальковичского сельского Совета и населённых пунктов: Большой Рожан, Боровая, Добрая Лука, Красные Хутора и Новый Рожан) была передана образованному Ляховичскому району. 30 июля 1966 года Ганцевичский район был вновь образован.
20 октября 1995 года административные единицы Ляховичский район и город Ляховичи, имеющие общий административный центр, объединены в одну административную единицу — Ляховичский район.

## Административное устройство
На территории района 8 сельсоветов:
- Гончаровский
- Жеребковичский
- Коньковский
- Кривошинский
- Начевский
- Новосёлковский
- Ольховский
- Островский

Упразднённые сельсоветы:
- Куршиновичский
- Подлесский
- Святицкий

## Население
Численность населения — 21 536 человек (на 1 января 2025 года), в том числе городское — 10 537 человек (Ляховичи — 10 537 человек), сельское — 10 999 человек.
Население района составляет 22 388 человек (1 января 2023 года).
На 1 января 2021 года 17,1 % населения района было в возрасте моложе трудоспособного, 52,1 % — в трудоспособном, 30,8 % — старше трудоспособного. Коэффициент рождаемости в 2017 году — 10,7 (родилось 274 ребёнка), смертности — 19,2 (умерло 490 человек). В 2020 году в районе было заключено 111 браков (4,7 на 1000 человек) и 83 развода (3,5).
| Численность населения (по годам) | Численность населения (по годам) | Численность населения (по годам) | Численность населения (по годам) | Численность населения (по годам) | Численность населения (по годам) | Численность населения (по годам) | Численность населения (по годам) | Численность населения (по годам) | Численность населения (по годам) | Численность населения (по годам) |
| 1996                             | 2001                             | 2002                             | 2003                             | 2004                             | 2005                             | 2006                             | 2007                             | 2008                             | 2009                             | 2010                             |
| -------------------------------- | -------------------------------- | -------------------------------- | -------------------------------- | -------------------------------- | -------------------------------- | -------------------------------- | -------------------------------- | -------------------------------- | -------------------------------- | -------------------------------- |
| 38 600                           | ▼36 089                          | ▼35 414                          | ▼34 788                          | ▼34 097                          | ▼33 496                          | ▼32 843                          | ▼32 334                          | ▼31 842                          | ▼31 234                          | ▼30 196                          |
| 2011                             | 2012                             | 2013                             | 2014                             | 2015                             | 2016                             | 2017                             | 2018                             | 2019                             | 2020                             | 2021                             |
| ▼29 370                          | ▼28 559                          | ▼27 967                          | ▼27 215                          | ▼26 472                          | ▼25 903                          | ▼25 429                          | ▼25 128                          | ▼24 428                          | ▼23 875                          | ▼23 364                          |
| 2022                             | 2023                             | 2024                             | 2025                             |                                  |                                  |                                  |                                  |                                  |                                  |                                  |
|                                  | ▲22 388                          |                                  | ▼21 536                          |                                  |                                  |                                  |                                  |                                  |                                  |                                  |

| Национальный состав по переписи 2009 года | Национальный состав по переписи 2009 года | Национальный состав по переписи 2009 года | Национальный состав по переписи 2009 года | Национальный состав по переписи 2009 года | Национальный состав по переписи 2009 года | Национальный состав по переписи 2009 года | Национальный состав по переписи 2009 года | Национальный состав по переписи 2009 года | Национальный состав по переписи 2009 года | Национальный состав по переписи 2009 года |
| Всего (2009)                              | белорусы                                  | белорусы                                  | поляки                                    | поляки                                    | русские                                   | русские                                   | украинцы                                  | украинцы                                  | татары                                    | татары                                    |
| ----------------------------------------- | ----------------------------------------- | ----------------------------------------- | ----------------------------------------- | ----------------------------------------- | ----------------------------------------- | ----------------------------------------- | ----------------------------------------- | ----------------------------------------- | ----------------------------------------- | ----------------------------------------- |
| 30 498                                    | 26 975                                    | 88,45 %                                   | 1969                                      | 6,46 %                                    | 1078                                      | 3,53 %                                    | 270                                       | 0,89 %                                    | 43                                        | 0,14 %                                    |
| Национальный состав по переписи 1959 года |                                           |                                           |                                           |                                           |                                           |                                           |                                           |                                           |                                           |                                           |
| Всего (1959)                              | белорусы                                  | белорусы                                  | поляки                                    | поляки                                    | русские                                   | русские                                   | украинцы                                  | украинцы                                  | татары                                    | татары                                    |
| 49 795                                    | 38 931                                    | 78,18 %                                   | 8956                                      | 17,99 %                                   | 1452                                      | 2,92 %                                    | 220                                       | 0,44 %                                    | 101                                       | 0,2 %                                     |

## Транспорт
Через район проходят железнодорожные линии «Барановичи—Лунинец» и «Барановичи—Слуцк», а также автомобильные дороги «Барановичи—Ляховичи», «Брест—Слуцк».

## Экономика
Выручка от реализации продукции, товаров, работ, услуг за 2020 год составила 448,7 млн рублей (около 175 млн долларов), в том числе 208 млн рублей пришлось на сельское, лесное и рыбное хозяйство, 189,4 млн на промышленность, 13,7 млн на строительство, 33,7 млн на торговлю и ремонт.

### Промышленность
Крупнейшие промышленные предприятия района:
- СОАО «Ляховичский молочный завод» (производит молоко, кефир, сметану, творог, сыворотку, пудинги, муссы, сыры плавленые, масло, йогурт[22]) — Ляховичи
- ОАО «Ляховичский консервный завод», производящий плодоовощные консервы — Ляховичи
- ОАО "ТБЗ «Ляховичский», производящий торфяные брикеты — д. Туховичи
- ОАО «Ляховичский льнозавод», занимающийся первичной обработкой льна — д. Задворье

### Сельское хозяйство
В 2020 году сельскохозяйственные организации района собрали 59,9 тыс. т зерновых и зернобобовых культур при урожайности 42 ц/га, 2819 т льноволокна при урожайности 11,2 ц/га, 47,8 тыс. т сахарной свёклы при урожайности 416 ц/га. Под зерновые культуры в 2020 году было засеяно 14,3 тыс. га пахотных площадей, под лён — 2,5 тыс. га, под сахарную свёклу — 1,2 тыс. га, под кормовые культуры — 14,4 тыс. га.
На 1 января 2021 года в сельскохозяйственных организациях района содержалось 28,8 тыс. голов крупного рогатого скота, в том числе 10 тыс. коров, а также 29,1 тыс. свиней. В 2020 году сельскохозяйственные организации района реализовали 9,5 тыс. т мяса скота и птицы и произвели 54,6 тыс. т молока.

## Образование
Из учебных заведений действует аграрный колледж (филиал Барановичского государственного университета) и сеть общеобразовательных школ. В 2020 году в районе насчитывалось 17 учреждений дошкольного образования, которые обслуживали 854 ребёнка. В 16 учреждениях общего среднего образования в 2020/2021 учебном году обучались 2636 детей, учебный процесс обеспечивал 451 учитель.

## Культура

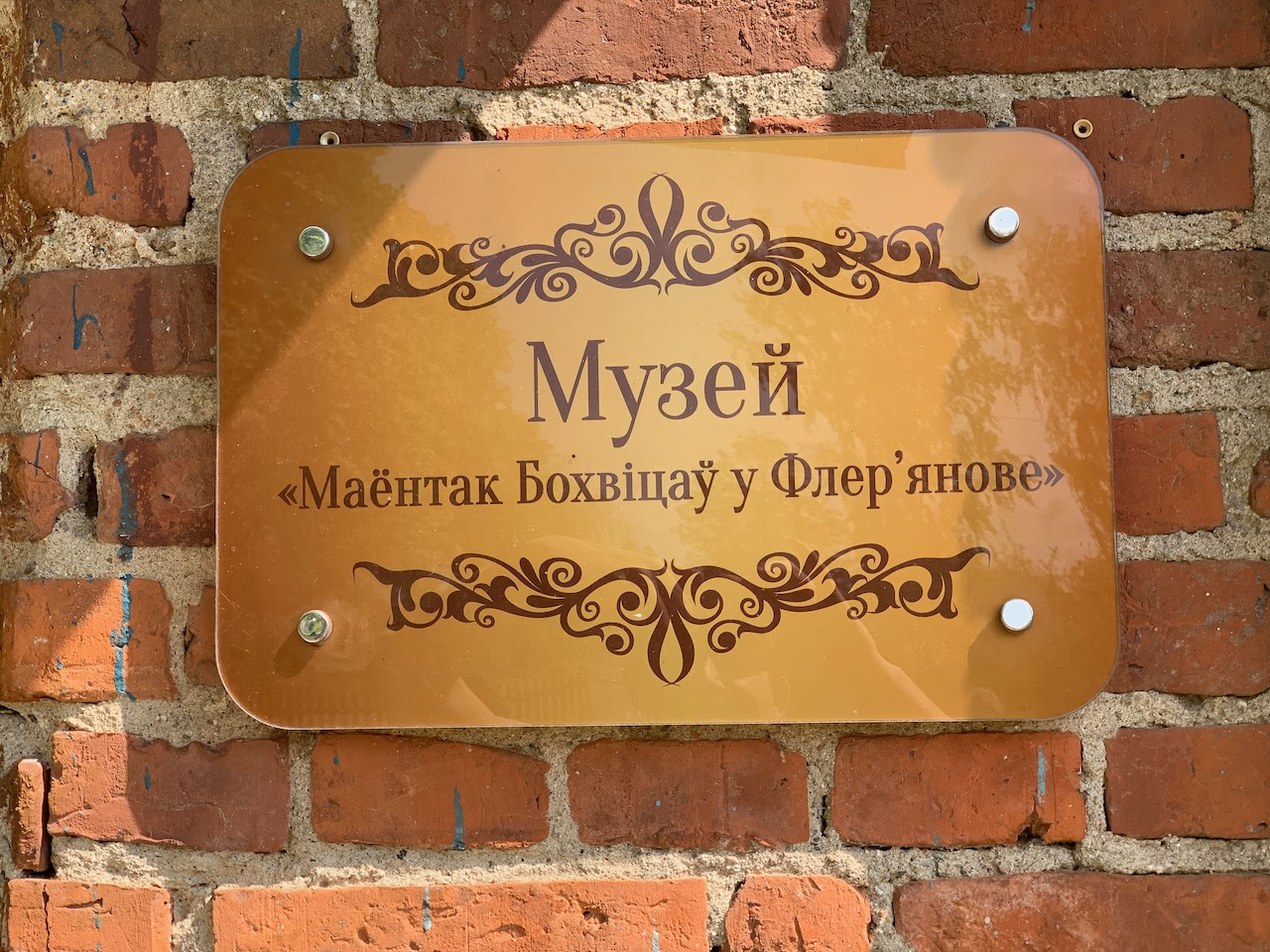
Музей «Маёнтак Бохвіцаў у Флер’янове» в Флерьяново

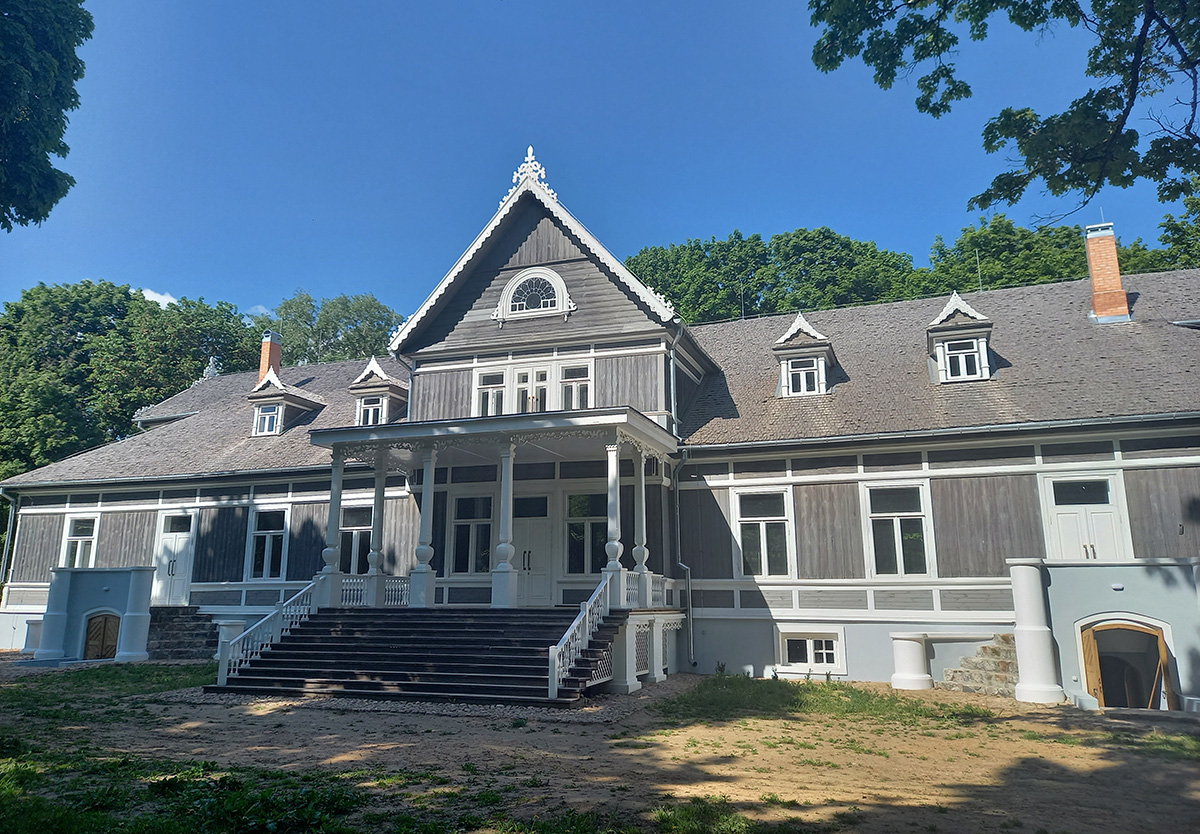
Краеведческий музей в усадьбе Рейтанов в Грушевке

- Музей истории ГУО «Гимназия г. Ляховичи»
- Мини-музей под открытым небом в г. Ляховичи. Представлены макеты исторических зданий, расположенных в Ляховичском районе
- Музей боевой и трудовой славы ГУО «Средняя школа № 2 г. Ляховичи»
- Историко-краеведческий музей ГУО «Коньковская средняя школа Ляховичского района» в аг. Коньки
- Музей «Маёнтак Бохвіцаў у Флер’янове» в Флерьяново
- Ресурсный центр развития творчества и ремесел в деревня Куршиновичи
- Историко-краеведческий музей ГУО «Кривошинская средняя школа имени Г. С. Здановича» в д. Кривошин
- Краеведческий музей в усадьбе Рейтанов в Грушевке
- Музей в д. Своятичи около усадьбы Обуховичей-Плятер-Сиберков
- Музей «Партизанская слава» в д. Святица
- Постоянная экспозиция предметов народно-бытовой культуры в Доме культуры в аг. Жеребковичи

## Достопримечательности
- Католический храм Вознесения Пресвятой Девы Марии в аг. Дарево
- Церковь святых Петра и Павла в д. Медведичи
- Дворцово-парковый ансамбль: Усадьба Чарноцких, парк, сад в аг. Нача. Здесь родился писатель Марьян Фальский, автор знаменитого польского «Букваря»
- Православная церковь св. Петра и Павла в аг. Остров
- Усадьба Потоцких. Господский двор гр. Тызенгаузов-Потоцких в аг. Остров
- Свято-Духовская церковь в аг. Подлесье
- Усадьба-парковый комплекс Рейтанов в д. Грушевке
- Покровская церковь в д. Кривошин
- Парк усадьбы Потоцких «Репихово». Фрагменты усадьбы, парк в д. Кривошин
- Католический храм св. Марии (1910) в аг. Липск
- Костёл Святого Юрия в д. Своятичи
- Усадьба Обуховичей-Плятер-Сиберков: костёл, часовня, приусадебный парк д. Своятичи
- Дворцово-парковый ансамбль (XIX в.) в д. Флерьяново: усадьба Бохвицев, усадебный дом, парк, сад, хозяйственная постройка, дуб, посаженный руками писательницы Элизы Ожешко. В усадьбе Вошковцы сохранились парк, сад, мельница паровая XIX век
- Усадьба Беннигсенов-Новицких и Парк в д. Совейки
- Усадьба Рдултовских XIX века: хозпостройка, фрагменты парка в д. Адаховщина
- Усадьба Косаковских: фрагменты парка и руины склепа в д. Мыслобож
- Оборонительные сооружения Первой мировой войны и 30-х годов XX века в д. Набережная
- Фрагменты усадьбы Черноцких XIX века: небольшой деревянный дом и руины хозпостроек в д. Гославщина
- Усадьба Мартиновских — Лопотей: усадебный дом, фрагменты парка в д. Кореневщина
- Усадьба Бохвицев: фрагменты парка в д. Урожайная

### Памятник, скульптура
- Памятный знак камень-валун в Ляховичи. Ляховичский замок был утрачен во время Северной войны, в 1999 году на месте замка установлен памятный камень-валун с изображением герба и охранным знаком.
- Памятник, посвящённый Ляховичской фортеции в честь 500-летия города Ляховичи. Памятник расположен на центральной площади и похож на небольшую часовенку бело-желтого цвета, имеющую купольное завершение. На памятнике размещён современный герб города.
- Памятный знак – «Часовня» в Ляховичи. В сентябре 2009 года установлен памятный знак – «Часовня»  на месте храма, в честь Воздвижения Честного и Животворящего Креста Господнего.
- Памятный знак Яну Чечоту в урочище Репихово (в 1 км на юго-восток от д. Кривошин).
- Памятный знак Тадеушу Рейтану в Грушевке.
- Потаповичские камни. Огромные камни с высеченными латинскими и греческими крестами находятся на окраине деревни Потаповичи, на некоторых выбита дата 1683 год. Никаких сведений или даже намеков, по какому случаю более трехсот лет назад появились эти старинные обелиски, нет. До сих пор памятник у Потаповичей остается одной из самых волнующих загадок прошлого.

### Памятник природы, заказник
- Выгонощанское — ландшафтный заказник республиканского значения (частично Ганцевичский и Ивацевичский районы)
- «Парк Нача Брындзовская» — ботанический памятник природы местного значения. Расположен в непосредственной близости от северо-восточной границы аг. Нача.
- «Парк Репихово» — ботанический памятник природы местного значения. Расположен в 1 км на юго-восток от д. Кривошин.

## Галерея

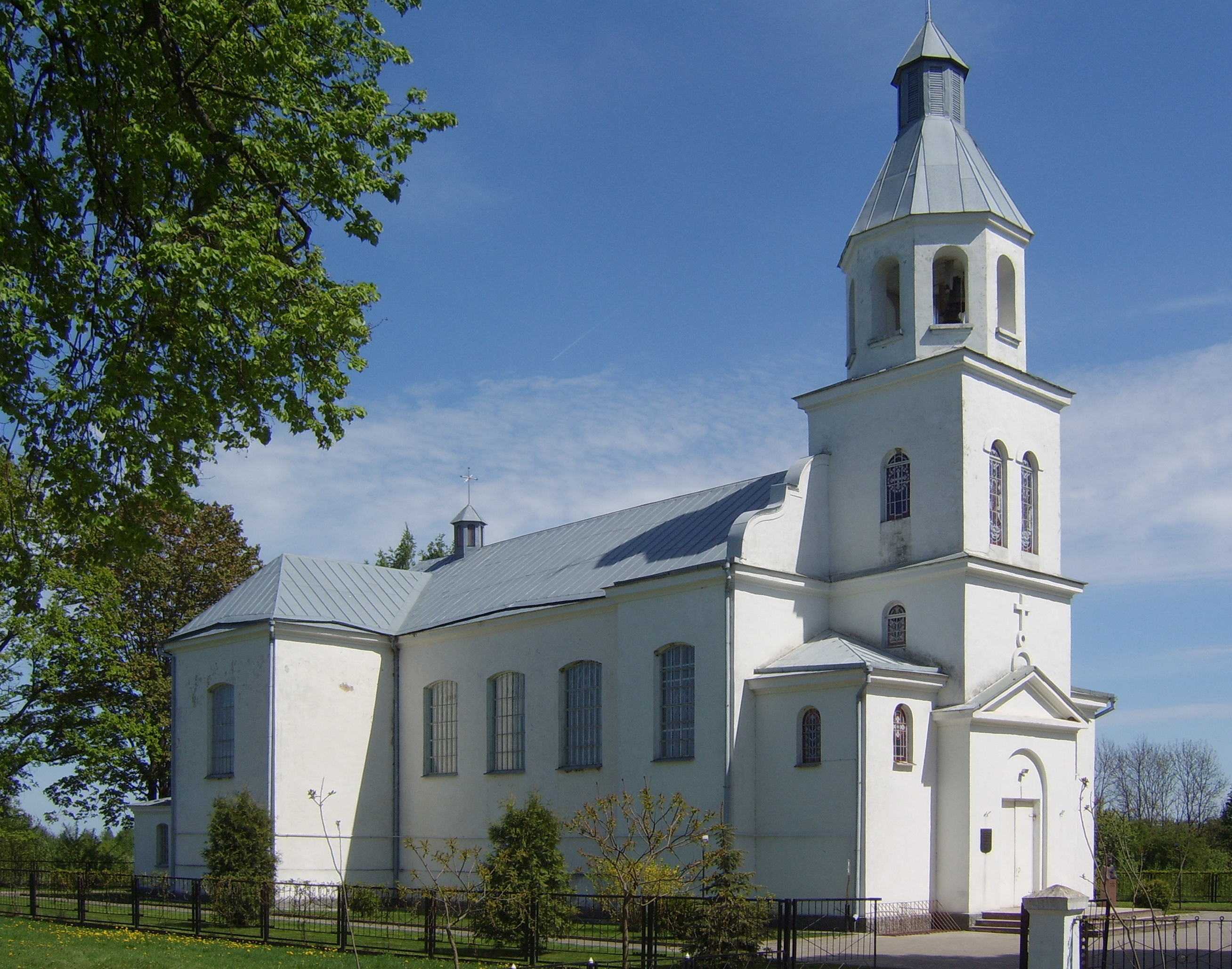
Католический храм Вознесения Пресвятой Девы Марии в Дарево
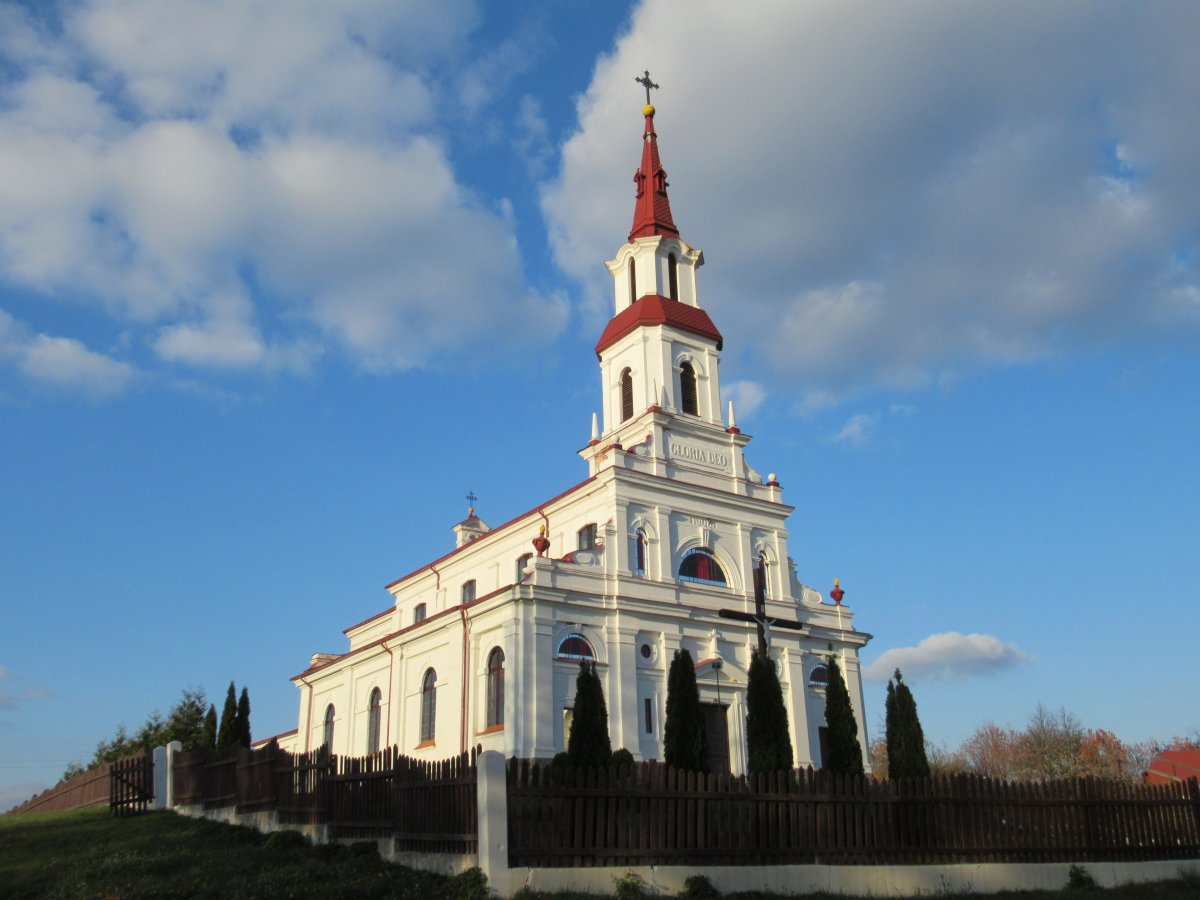
Церковь святых Петра и Павла в Медведичи
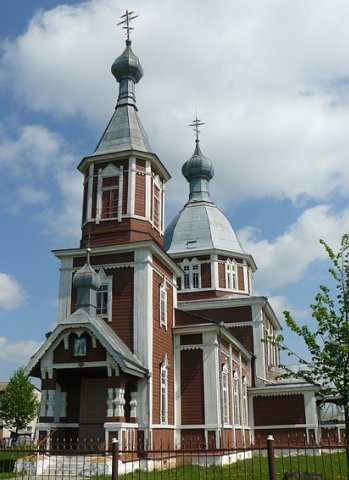
Православная церковь св. Петра и Павла в Остров
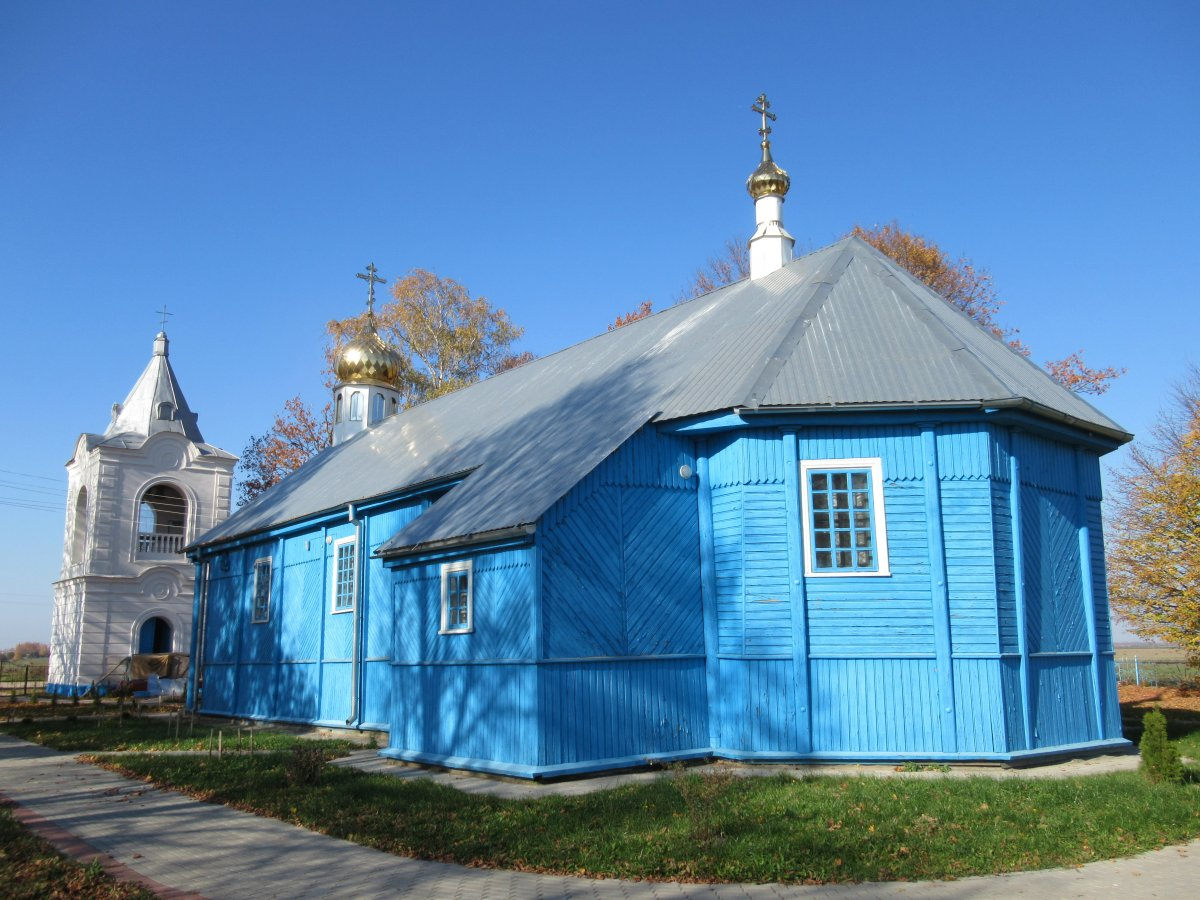
Свято-Духовская церковь в Подлесье
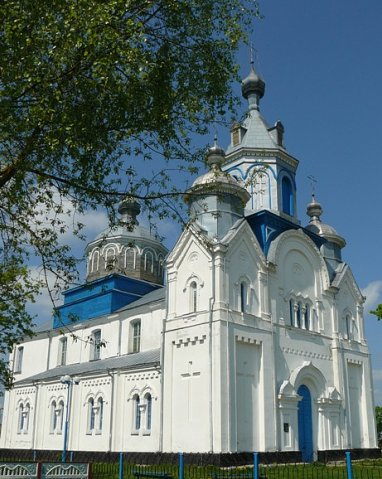
Покровская церковь в Кривошин
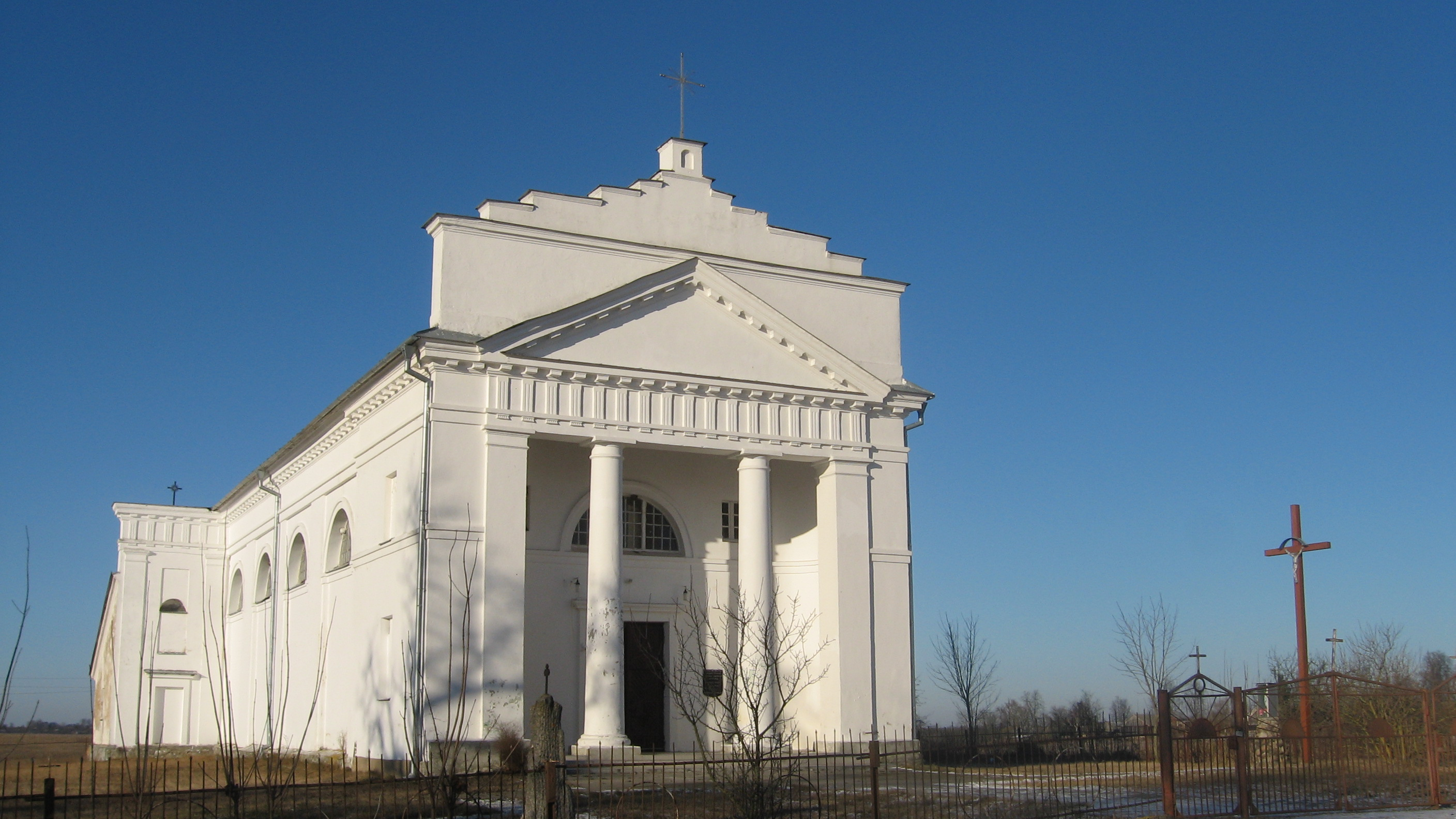
Костёл Святого Юрия в Своятичи
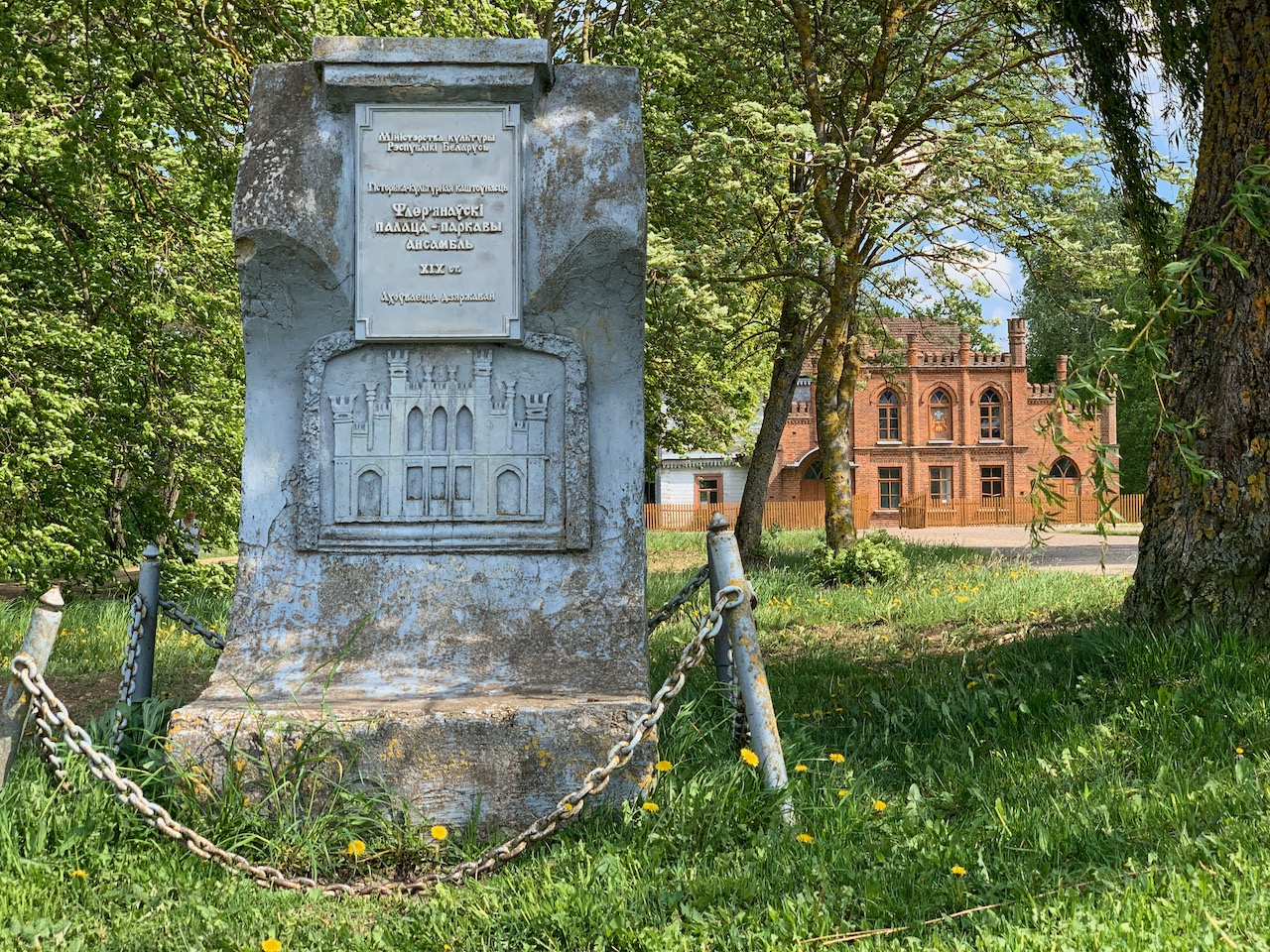
Дворцово-парковый ансамбль в Флерьяново
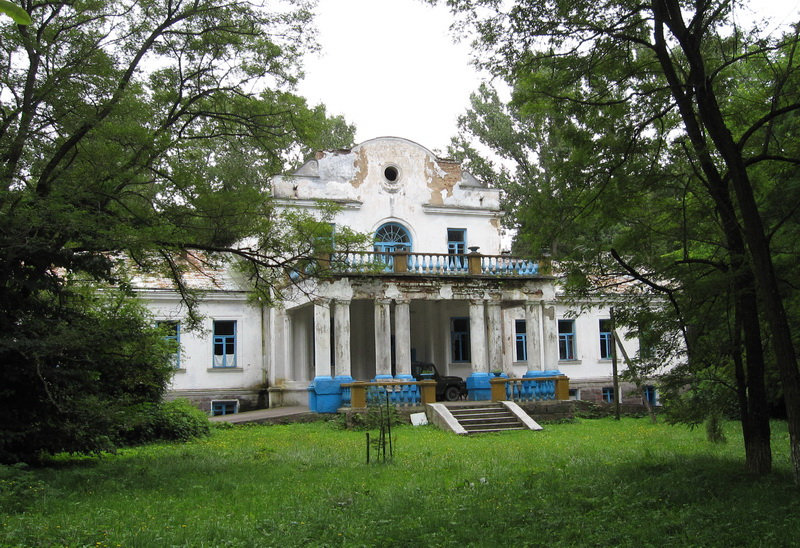
Усадебный дом в Совейки
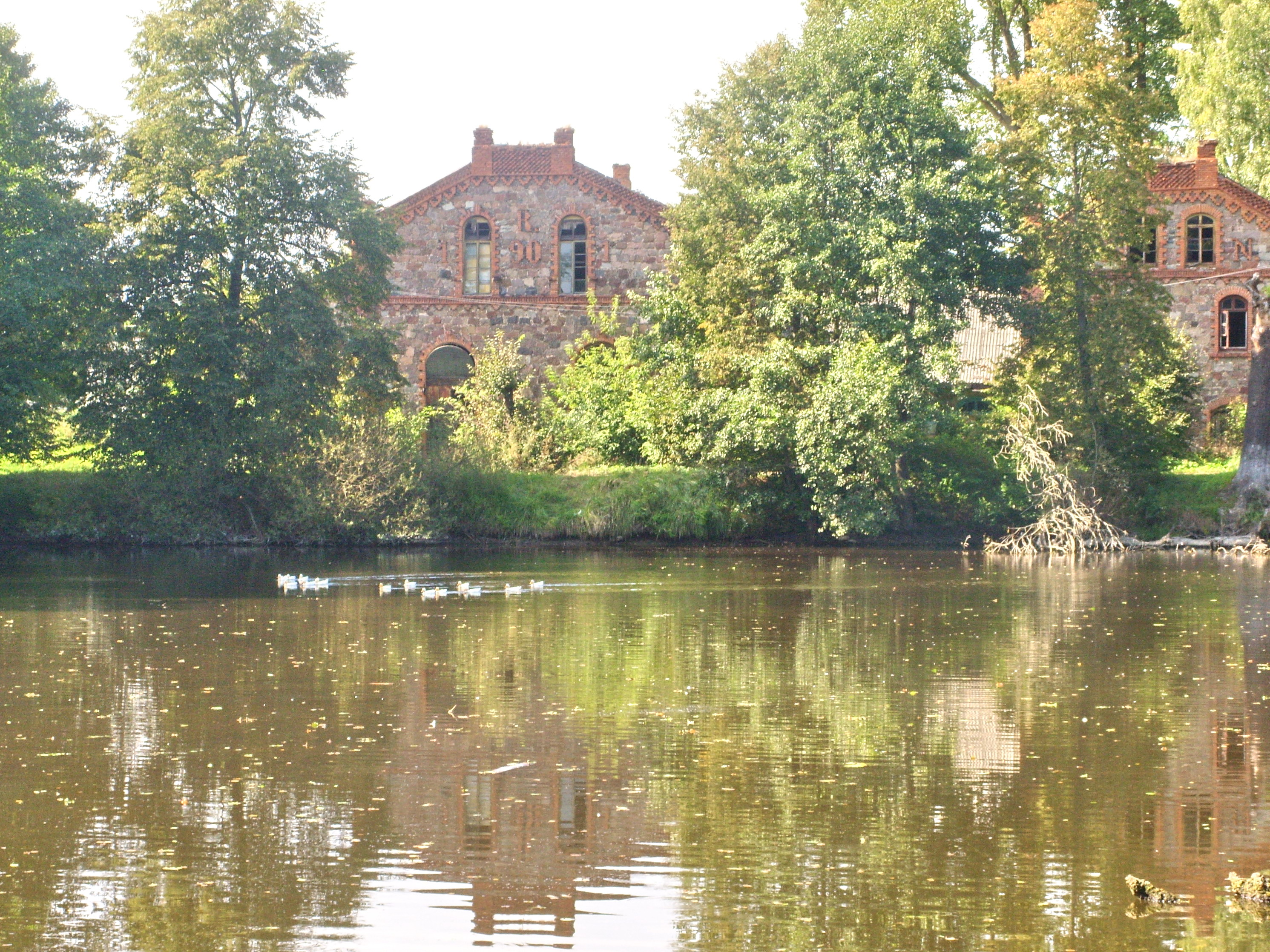
Парк в Совейки